# Округ Кастер (Јужна Дакота)
Округ Кастер (енгл. Custer County) је округ у америчкој савезној држави Јужна Дакота.

## Демографија
По попису из 2010. године број становника је 8.216, што је 941 (12,9%) становника више него 2000. године.
| Група             | 2000.         | 2010.         |
| Белци             | 6.794 (93,4%) | 7.624 (92,8%) |
| Афроамериканци    | 20 (0,3%)     | 15 (0,2%)     |
| Азијати           | 13 (0,2%)     | 29 (0,4%)     |
| Хиспаноамериканци | 110 (1,5%)    | 182 (2,2%)    |
| Укупно            | 7.275         | 8.216         |